# Jennifer Braun
Jennifer Braun (28 april 1991 Rüdesheim am Rhein) is een Duitse zangers. Ze werd bekend toen ze deel nam aan de Duitse preselectie Unser star für Oslo voor het Eurovisiesongfestival. Als solo zangeres nam ze deel aan de talentenjacht Deutschland sucht den Superstar maar ze kwam niet verder dan de eerste ronde.

## Carrière

### Unser Star für Oslo

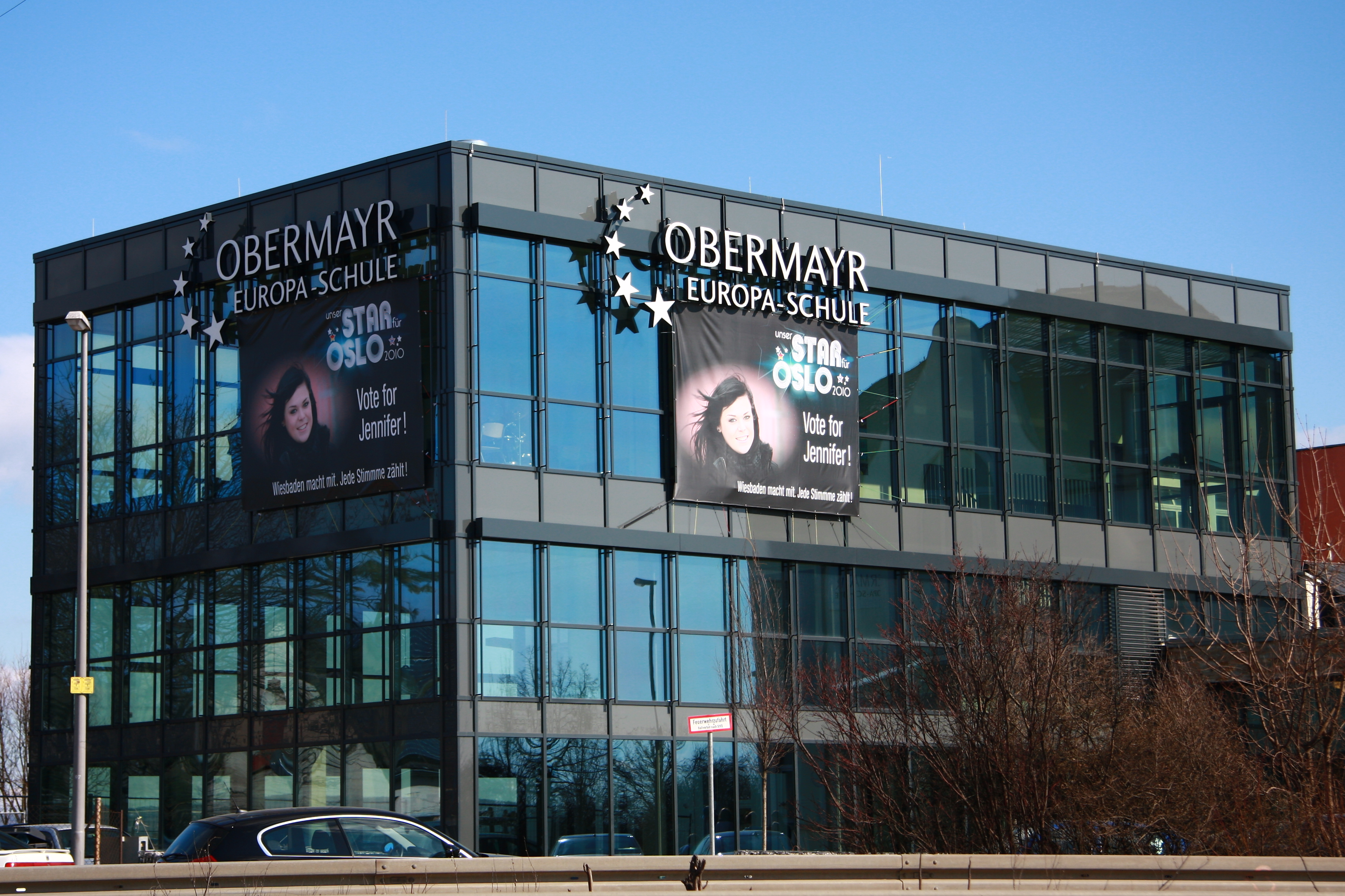
StemPoster op de school van Braun in Wiesbaden

In 2010 nam Braun deel aan de casting show Unser Star für Oslo de achtdelige Castingshow van de ARD en ProSieben had als doel de Duitse kandidaat voor het Eurovisiesongfestival 2010 opteleveren. En dat allemaal onder leiding van Stefan Raab In de halve finale was Braun, die werd geprezen door de jury voor haar krachtige stem en optredens, met de interpretatie van de rock hitsHeavy Cross van Gossip en de balladHurt van Christina Aguilera verrassend door naar de finale tegen de favoriet voor de finale Christopher Durston. Na de halve finale moest Braun het alleen nog afleggen tegen Lena. Zij werd vooraf al als favoriet verklaard door de media. Die rol kon ze ook waar maken want Lena won de show en mocht zo afreizen naar Oslo. Braun werd dus 2de.

### Performance's in de show
| Show         | Lied              | Oorspronkelijke zanger   |
| ------------ | ----------------- | ------------------------ |
| Show 2       | I’m Outta Love    | Anastacia                |
| Show 3       | Like the Way I Do | Melissa Etheridge        |
| Show 4       | I’m with You      | Avril Lavigne            |
| Show 5       | Ain’t Nobody      | Chaka Khan               |
| Kwart Finale | Soulmate          | Natasha Bedingfield      |
| Kwart Finale | Nobody’s Wife     | Anouk                    |
| Halve Finale | Heavy Cross       | Gossip                   |
| Halve Finale | Hurt              | Christina Aguilera       |
| Finale       | Bee               | niet eerder gepubliceerd |
| Finale       | Satellite         | niet eerder gepubliceerd |
| Finale       | I Care for You    | niet eerder gepubliceerd |

### Carrière na de wedstrijd
I Care for You bereikte een week na de finale een plaats in de Duitse hitlijsten. In Oostenrijk, het nummer bereikte het nummer ook een plaatsing. De interpretaties van de andere Finale liedjes Beeensatellite beheerde de top 40 in Duitsland. Op 24 mei 2010 moest Braun te zien in het programma ZDF-Fernsehgartens. In november 2010 zong Braun de titel songRadioQuerWELTein nacht voor de ARD in.

## Discografie

### Singles
| Jaar | Titel          | Chartposities | Chartposities | Chartposities | Album |
| Jaar | Titel          | DE            | AT            | CH            | Album |
| ---- | -------------- | ------------- | ------------- | ------------- | ----- |
| 2010 | I Care for You | 10            | 68            | –             |       |
| 2010 | Bee            | 21            | –             | –             |       |
| 2010 | Satellite      | 32            | –             | –             |       |